# The Last in Line
The Last in Line ist das zweite Album der amerikanischen Hard-Rock-/Heavy-Metal-Band Dio.

## Geschichte
Die Band hatte 1983 ihr Debüt-Album Holy Diver veröffentlicht, für das Bassist Jimmy Bain die Keyboard-Parts eingespielt hatte. Für die auf die Veröffentlichung folgende Tournee verstärkte sich die Gruppe mit dem Keyboarder Claude Schnell, der zuvor Mitglied von Rough Cutt gewesen war.
In dieser erweiterten Besetzung begann die Gruppe im Musikstudio Caribou Ranch auch die Aufnahmen für das Nachfolgealbum. Für die Produktion zeichnete Ronnie James Dio verantwortlich, Toningenieur war Angelo Arcuri.  Die Band arbeitete gemeinsam an den Liedern, selbst wenn ein Musiker mit seinem Teil der Aufnahmen fertig war, blieb er im Studio, um den Rest der Gruppe zu unterstützen. Bassist Jimmy Bain beschrieb die Atmosphäre zu dieser Zeit in einem Interview so:

„Bei den Aufnahmen zu The Last in Line haben wir verdammt starke Bande zwischen uns verspürt, die ganze Arbeitsatmosphäre war relaxter als beim ersten Album.“

Dem stimmte auch Namensgeber Ronnie James Dio zu:

„(...) Tatsächlich würde ich sogar behaupten, dass die Band vorher und nie mehr danach eine verschworenere Einheit gebildet hat.“

Im Ergebnis klangen die Aufnahmen dann etwas härter, stürmischer und abgeklärter als Holy Diver; bei den Texten wählte Dio heroischere Beschreibungen für den Kampf zwischen Gut und Böse.
Das Album wurde am 2. Juli 1984 veröffentlicht. Die Titel Mystery,  We Rock und The Last in Line wurden jeweils als Singles ausgekoppelt. Das poppige Mystery und We Rock konnten sich dabei im Vereinigten Königreich in den Charts etablieren. Kommerziell ist The Last in Line das an den Absatzzahlen gemessen erfolgreichste Album der Band.
2012 wurde eine Deluxe-Ausgabe des Albums veröffentlicht, das auf einer zweiten CD verschiedene Liveaufnahmen, unter anderem vom Pinkpop-Festival 1984, enthielt.

## Titel
Alle Texte wurden von Ronnie James Dio geschrieben, die folgenden Autorenangaben beziehen sich auf die jeweilige Komposition.
| Nr.          | Titel                     | Autor(en)                         | Länge |
| ------------ | ------------------------- | --------------------------------- | ----- |
| 1.           | We Rock                   | Ronnie James Dio                  | 4:35  |
| 2.           | The Last in Line          | Jimmy Bain, Vivian Campbell, Dio  | 5:48  |
| 3.           | Breathless                | Campbell, Dio                     | 4:09  |
| 4.           | I Speed At Night          | Vinny Appice, Dio, Bain, Campbell | 3:26  |
| 5.           | One Night in the City     | Appice, Bain, Campbell, Dio       | 5:15  |
| 6.           | Evil Eyes                 | Dio                               | 3:38  |
| 7.           | Mystery                   | Bain, Dio                         | 3:55  |
| 8.           | Eat Your Heart Out        | Appice, Bain, Campbell, Dio       | 4:02  |
| 9.           | Egypt (The Chains Are On) | Appice, Bain, Campbell, Dio       | 7:02  |
| Gesamtlänge: | Gesamtlänge:              | Gesamtlänge:                      | 41.07 |

| Nr. | Titel                                                                              | Autor(en)                                 | Länge |
| --- | ---------------------------------------------------------------------------------- | ----------------------------------------- | ----- |
| 1.  | Eat Your Heart Out (Live, B-Seite der Mystery-Maxi-Single)                         | Appice, Bain, Campbell, Dio               | 5:11  |
| 2.  | Don’t Talk to Strangers (Live, B-Seite der Mystery-Maxi-Single)                    | Dio                                       | 6:03  |
| 3.  | Holy Diver (Live, B-Seite der We Rock-Single)                                      | Dio                                       | 4:23  |
| 4.  | Rainbow in the Dark (Live, B-Seite der We Rock-Maxi-Single)                        | Appice, Bain, Campbell, Dio               | 4:43  |
| 5.  | One Night in the City (Live, Pinkpop-Festival, Geleen, Niederlande, 11. Juni 1984) | Appice, Bain, Campbell, Dio               | 5:55  |
| 6.  | We Rock (Live, Pinkpop Festival)                                                   | Dio                                       | 5:05  |
| 7.  | Holy Diver (Live, Pinkpop Festival)                                                | Dio                                       | 4:28  |
| 8.  | Stargazer (Live, Pinkpop Festival)                                                 | Ritchie Blackmore, Dio                    | 1:53  |
| 9.  | Heaven and Hell (Live, Pinkpop Festival)                                           | Geezer Butler, Dio, Tony Iommi, Bill Ward | 13:03 |
| 10. | Rainbow in the Dark (Live, Pinkpop Festival)                                       | Appice, Bain, Campbell, Dio               | 5:11  |
| 11. | Man on the Silver Mountain (Live, Pinkpop Festival)                                | Blackmore, Dio                            | 8:14  |
| 12. | Don’t Talk to Strangers (Live, Pinkpop Festival)                                   | Dio                                       | 5:38  |

## Rezeption
In den USA wurde das Album am 12. September 1984 mit einer Goldenen Schallplatte ausgezeichnet. Am 3. Februar 1987 erreichte sie mit 1 Million verkauften Einheiten den Platin-Status.
Holger Stratmann schrieb 1984 in Rock Hard, The Last In Line sei ein „absolut überzeugendes Werk“. Das Album biete „neun sehr gute Songs, von denen keiner“ abfalle. Höhepunkte seien „das kraftvolle We Rock, das schnelle I Speed At Night, Evil Eyes, Egypt (The Chains Are On) sowie The Last In Line“. Die Platte sei „zwar melodisch“, habe „aber genügend Power“. Stratmann vergab die Note 9,5.
In der Rezension auf der Website metal.de meinte Colin Büttner, „das starke“ We Rock gebe die Marschrichtung vor. Dio sei mit dem darauf folgenden Titeltrack The Last In Line „ein gleichfalls grandioser wie packender Einstieg in sein zweites Soloalbum“ geglückt. Beide Stücke profitierten „vor allem vom Zusammenspiel von Ronnie James Dio und seinem damaligen Gitarristen Vivian Campbell“. Beide trieben „sich gegenseitig immer wieder zu Höchstleistungen“ an. Das entlade sich in Nummern wie Breathless oder in dem intensiven Uptempo-Stück Evil Eyes. Für „den nötigen groovigen Unterbau“ sorge eine „ebenso talentierte wie druckvolle Rhythmussektion“. Ein „packender Groove“ und die „großartigen Melodien“ machten die Musik von Dio so speziell. Man könne hier „keinen Ausfall verzeichnen“. Qualitativ stehe das Album seinem Vorgänger Holy Diver in nichts nach, es sei „ein würdiger Nachfolger des Debüts“ und stehe als „gleichberechtigter Partner an dessen Seite“.